# Ulrich Ramé
Ulrich Ramé (* 19. září 1972, Nantes, Francie) je bývalý francouzský fotbalový brankář a reprezentant, který ukončil kariéru ve francouzském klubu CS Sedan.

## Reprezentační kariéra
S francouzskou fotbalovou reprezentací získal v roce 2000 titul mistra Evropy, na turnaji byl třetím brankářem za Fabienem Barthezem a Bernardem Lamou. Odchytal 3 zápasy na Konfederačním poháru 2001, který Francie vyhrála. Byl členem týmu i na MS 2002 v Japonsku a Jižní Koreji, opět jako rezervní brankář. Francie obsadila s jedním bodem poslední příčku základní skupiny A.